# 第一代贝德福德公爵威廉·罗素

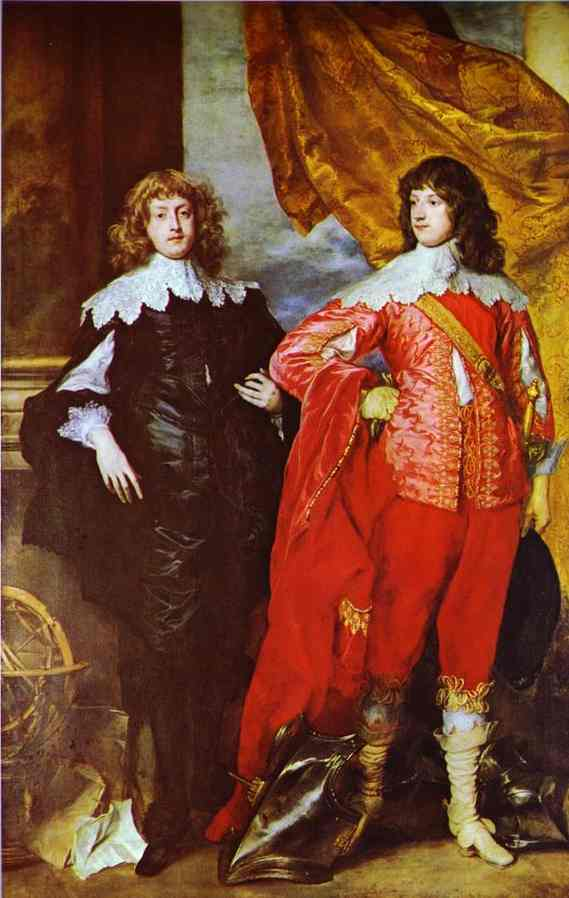
贝德福德伯爵 (右),和乔治·迪格比，第二代布里斯托尔伯爵，1637年画于安东尼·冯·迪克（Anthony van Dyck）.

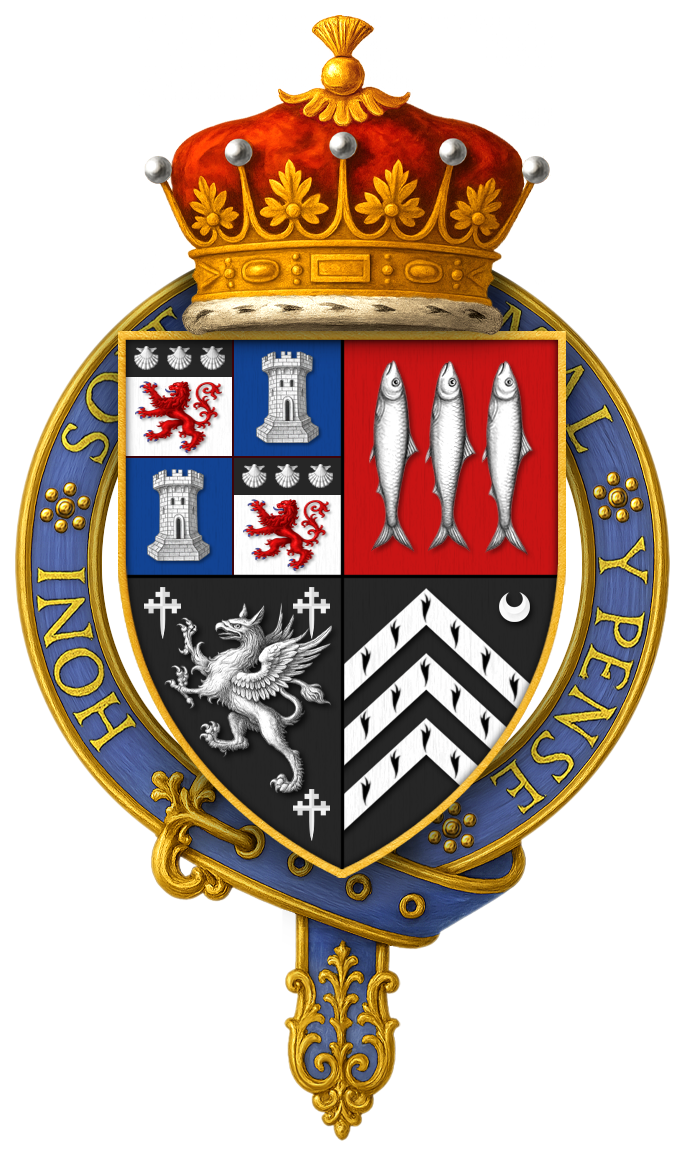
罗素家族徽章

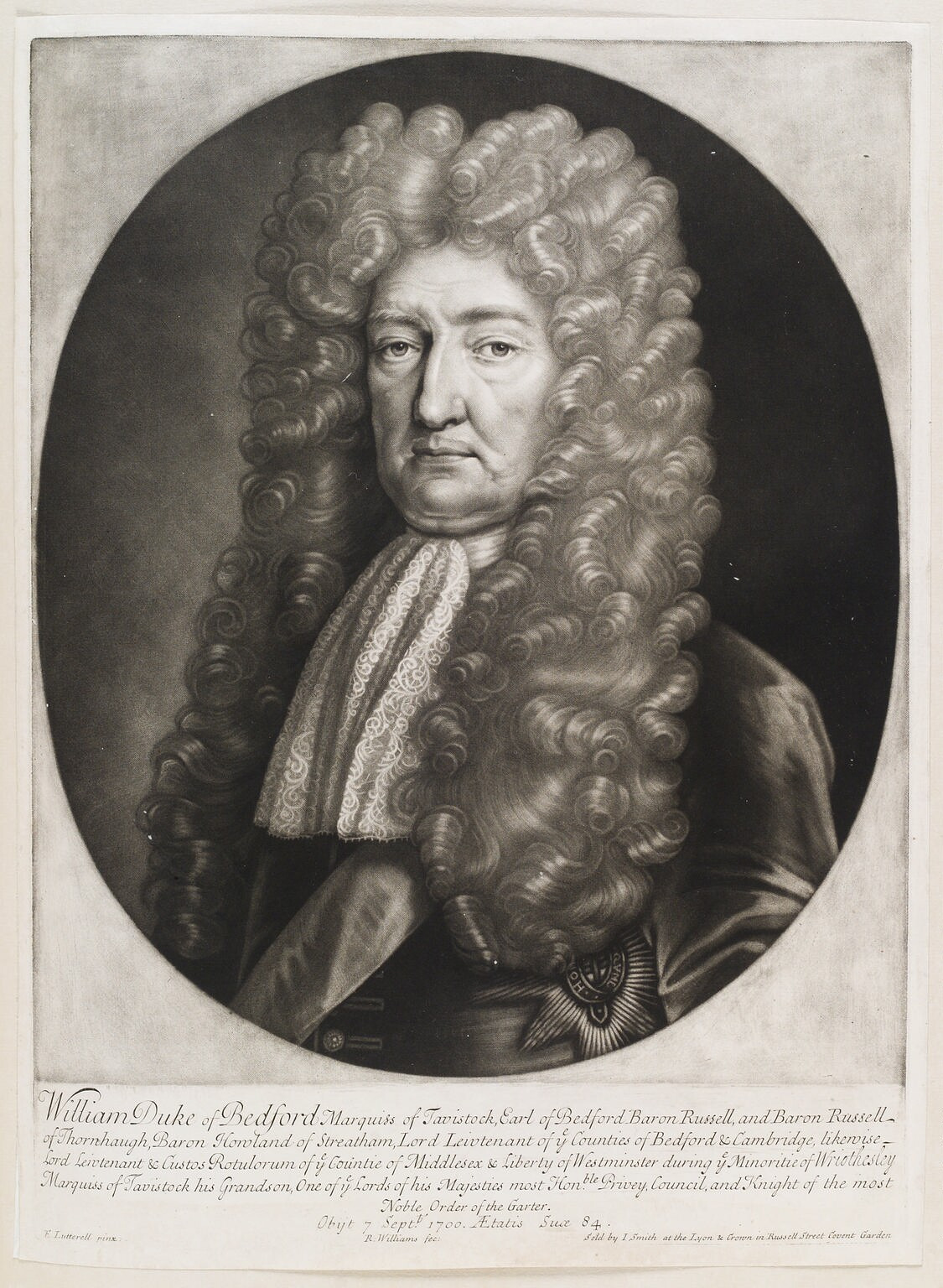
威廉·罗素在晚年

威廉·罗素，贝德福德（第五代伯爵和第一代公爵）（William Russell, 1st Duke of Bedford；1613年8月—1700年9月7日），英格兰贵族、政治家。父亲是议会派首领第四代贝德福德伯爵弗朗西斯·罗素。
威廉·罗素在牛津大学莫德林学院读完学业后，1635年前往马德里学习西班牙语。1637年7月回国，与索默塞伯爵之女安妮·卡尔结婚。
1640年4月罗素进入短期议会任议员，11月再次选为长期议会议员。1641年5月父亲死后继承贝德福德伯爵爵位。曾任德文和索默塞郡长。
英国内战时期他先在议会一方作战，后在查理一世一方作战。1643年12月重返议会。
部分由于他的儿子威廉·拉塞尔勋爵（1639—1683）作为爱国烈士的声誉，他于1694年被封为贝德福德公爵。
1700年在伦敦贝德福德庄园去世，葬于白金汉郡切尼斯（Chenies）。